# Овезов Балиш Овезович
Балиш Овезович Овезов (29 грудня 1915, село Бедиркент Хівинського ханства, потім Тахтинського району Ташаузької області, тепер етрап Герогли Дашогузського велаяту, Туркменістан — 13 жовтня 1975, місто Ашгабат, Туркменістан) — туркменський радянський державний і партійний діяч, Голова Ради Міністрів Туркменської РСР в 1951—1958 і 1959—1960, 1-й секретар ЦК КП Туркменістану (1960—1969). Депутат Верховної Ради СРСР 4—7-го скликань. Член Центральної Ревізійної Комісії КПРС в 1952—1961. Член ЦК КПРС у 1961—1971.

## Біографія
Народився 16 (29) грудня 1915 року в родині ремісника, виходець з туркменського племені північних йомудов. Виховувався у дитячому будинку.
У 1931 році закінчив Ташаузький педагогічний технікум Туркменської РСР.
У 1931—1932 роках — викладач Ташаузького педагогічного технікуму.
У 1932—1933 роках — студент Ашхабадського педагогічного інституту.
У 1933—1936 роках — інструктор Ташаузького окружного відділу народної освіти.
У 1936—1937 роках — завідувач відділу політичного навчання Ташаузького районного комітету ЛКСМ Туркменістану.
У 1937—1939 роках — 1-й секретар Ташаузького окружного комітету ЛКСМ Туркменістану.
Член ВКП(б) з 1939 року.
У 1939—1940 роках — завідувач відділу учнівської молоді і секретар ЦК ЛКСМ Туркменістану з кадрів.
У 1940—1941 роках — заступник народного комісара освіти Туркменської РСР.
У 1941—1942 роках — завідувач організаційно-інструкторського відділу ЦК КП(б) Туркменістану.
У лютому 1942—1943 роках — слухач Вищої школи партійних організаторів при ЦК ВКП(б) у Москві.
У 1943—1944 роках — 2-й секретар Ашхабатського обласного комітету КП(б) Туркменістану.
У 1944—1946 роках — 2-й секретар Ташаузького обласного комітету КП(б) Туркменістану.
У 1946—1947 роках — секретар ЦК КП(б) Туркменістану з пропаганди та агітації.
У 1947—1950 роках — секретар ЦК КП(б) Туркменістану з кадрів.
У 1949 році екстерном закінчив Ашхабадський педагогічний інститут.
У 1950—1951 роках — 1-й секретар Марийського обласного комітету КП(б) Туркменістану.
14 липня 1951 — 14 січня 1958 року — голова Ради Міністрів Туркменської РСР.
У січні 1958 — січні 1959 року — голова виконавчого комітету Ашхабатської обласної Ради депутатів трудящих Туркменської РСР.
20 січня 1959 — 13 червня 1960 року — голова Ради Міністрів Туркменської РСР.
13 червня 1960 — 24 грудня 1969 року — 1-й секретар ЦК КП Туркменістану. У 1962—1964 роках — член Середньоазіатського бюро ЦК КПРС.
У січні 1970 — жовтні 1975 року — начальник Управління геології при Раді Міністрів Туркменської РСР. Помер 13 (за іншими даними — 1) жовтня 1975 року в Ашгабаді.

## Нагороди
- три ордени Леніна
- орден Трудового Червоного Прапора (11.04.1947)
- два ордени «Знак Пошани»
- медалі